# شب هامون
شب هامون فیلمی مستقل به کارگردانی حمیده معین فر و نویسندگی سمیه تاجیک محصول سال ۱۳۹۹ سینمای ایران است. این فیلم که یک تریلر روانشناسانه است، با نقش‌آفرینی نازنین فراهانی و رضا یزدانی نخستین ساختهٔ سینمایی حمیده معین‌فر است. داستان این فیلم در یک مکان و تنها با دو بازیگر اتفاق می‌افتد.
این فیلم در هفدهمین دورهٔ جشنوارهٔ فیلم‌های مستقل اروپا در پاریس موفق به دریافت جایزهٔ بهترین فیلم غیر اروپایی شده‌است.

## خلاصه داستان
آیدا زنِ جوانی که در خیاطخانه‌ای کار می‌کند سعی دارد تا نوزاد بیمارش را از مرگ نجات دهد، اما فقری که به دلیل از دست دادن اندک پولش توسط یک شرکت سرمایه‌گذاری دچارش شده شرایط را برای او سخت‌تر کرده و نهایتاً مرگ نوزادش را رقم می‌زند. حالا آیدا به مردی که مسبب بحران مالی او و کارگران آن خیاطخانه است در پوستهٔ قراری عاشقانه به قصد انتقام نزدیک می‌شود.

## بودجه
شب هامون با بودجه‌ای پانصد میلیون تومانی تولید شده، که در سینمای ایران و جهان به عنوان فیلمی کم‌بودجه شناخته می‌شود.

## نقدها و نظرات
تلقی منتقدان از شب هامون مبتنی بر تجربهٔ جدیدی است که حمیده معین‌فر در نخستین فیلم سینمایی خود تلاش کرده رقم بزند. فیلم در حالی‌که تنها در یک لوکیشن ثابت و با دو بازیگر پیش می‌رود، اما سعی کرده «روایتی بومی از یک تریلر روان‌شناختی» را به تصویر بکشد که «نه تنها به مولفه‌های ژانر برای ایجاد رعب و وحشت محدود نمی‌شود، بلکه مسائل اجتماعی و چالش‌های جامعه امروزی را نیز مورد توجه قرار می‌دهد». در جای دیگری آمده که با توجه به جسارت کارگردان برای ساخت چنین فیلمی، شاهد «فیلمی نسبتاً نو» هستیم.